# 戴希立
戴希立，BBS，JP（1953年6月23日—）仁愛堂田家炳中學首任校長、基督教臻美黃乾亨小學暨初中學校其中一位獨立校董，港區全國政協委員。

## 簡歷
戴希立於1965年入讀英皇書院，畢業於香港中文大學新亞書院化學系（1972年至1976年），1976年至1977年在香港中文大學教育學院取得教育文憑，1982年至1984年於香港中文大學完成碩士學位，1990年起在該所大學修讀博士課程。其後戴希立於2000年擔任教育統籌委員會成員，與當時的教育統籌委員會主席梁錦松、成員程介明共同公布教改藍圖，促成發表《終身學習，全人發展── 香港教育制度改革建議》，三人被喻為香港教育改革的「三頭馬車」。

## 個人生活
戴希立已婚，與妻子呂氏育有1名孩子。